# Khu bảo tồn thiên nhiên Altai

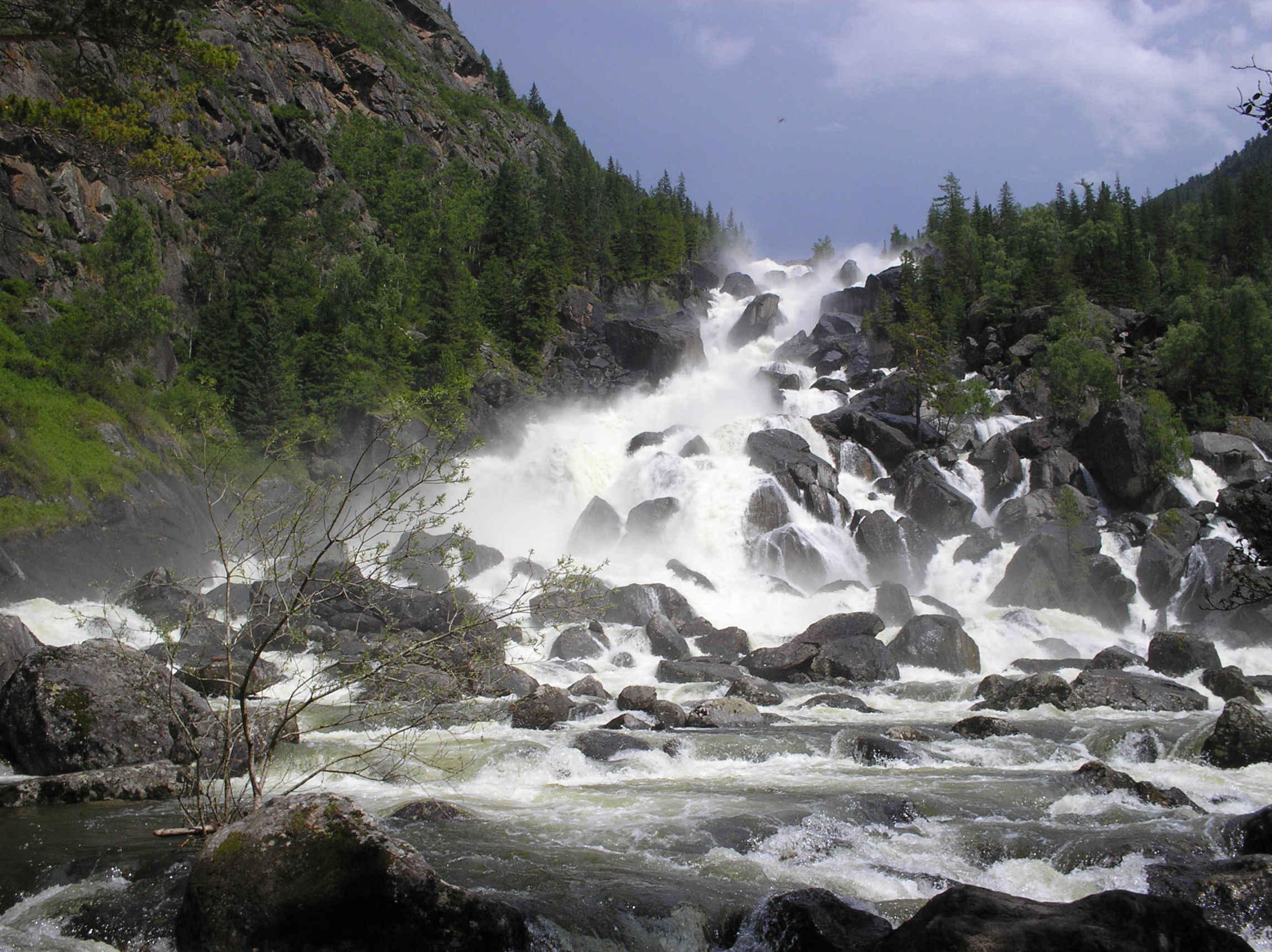
Thác Uchar trong khu bảo tồn là thác nước lớn nhất trên dãy Altay.

Khu bảo tồn thiên nhiên Altai (tiếng Nga: Алтайский заповедник) hay còn gọi là Khu bảo tồn thiên nhiên Altajskij là một khu bảo tồn thiên nhiên nghiêm ngặt nằm trong Dãy núi Altai, phía nam Siberia, thuộc huyện Turochaksky và Ulagansky, Cộng hòa Altai. Khu bảo tồn được thành lập vào ngày 16 tháng 4 năm 1932 bao gồm khu vực dọc theo biên giới phía đông bắc của cộng hòa Altai, chiều dài khoảng 230 km, rộng từ 30–40 km, và có nơi lên đến 75 km. Khu bảo tồn là một phần của Di sản thế giới Các ngọn núi vàng của dãy Altay được UNESCO công nhận vào năm 1998, một khu dự trữ sinh quyển thế giới từ năm 2009. Cũng như nhiều khu bảo tồn khác, khu bảo tồn thiên nhiên Altai cũng được quản lý bởi Bộ Tài nguyên và Môi trường Nga.

## Địa lý
Dọc theo phía bắc và phía nam khu bảo tồn là những dãy núi cao, trong khi khu vực trung tâm là những đỉnh riêng biệt. Biên giới phía tây chạy dọc theo sông Chulyshman và hồ Teletskoye (hồ lớn nhất trong dãy Altay). 

## Tự nhiên
Đây là một trong những khu bảo tồn lớn nhất ở Nga (9,4% diện tích của Cộng hòa Altai). Tại đây có 1500 loài thực vật, trong đó có 22 loài trong Sách đỏ Nga, 49 loài trong Sách đỏ Cộng hòa Altai, 200 loài thực vật đặc hữu. Rừng ở đây chủ yếu là sự xuất hiện của các loài thông rụng lá, thông Siberi, linh sam Siberi.
Về động vật, khu bảo tồn là nơi sinh sống của 70 loài động vật có vú, đặc biệt là các loài Cừu núi Argali, Hươu xạ Siberia và Báo tuyết. Ngoài ra, khu vực có 11 loài côn trùng, 334 loài chim, 7 loài dơi, 13 loài gặm nhấm, 6 loài bò sát, 8 loài Guốc chẵn (như là nai sừng tấm, hươu đỏ, cừu núi, hoẵng Siberia, linh dương, tuần lộc, bò xạ hương). Tổng cộng khu bảo tồn có 59 loài quý hiếm và đang bị đe dọa, chiếm 52% tất cả các loài ở Cộng hòa Altai.